# Region York

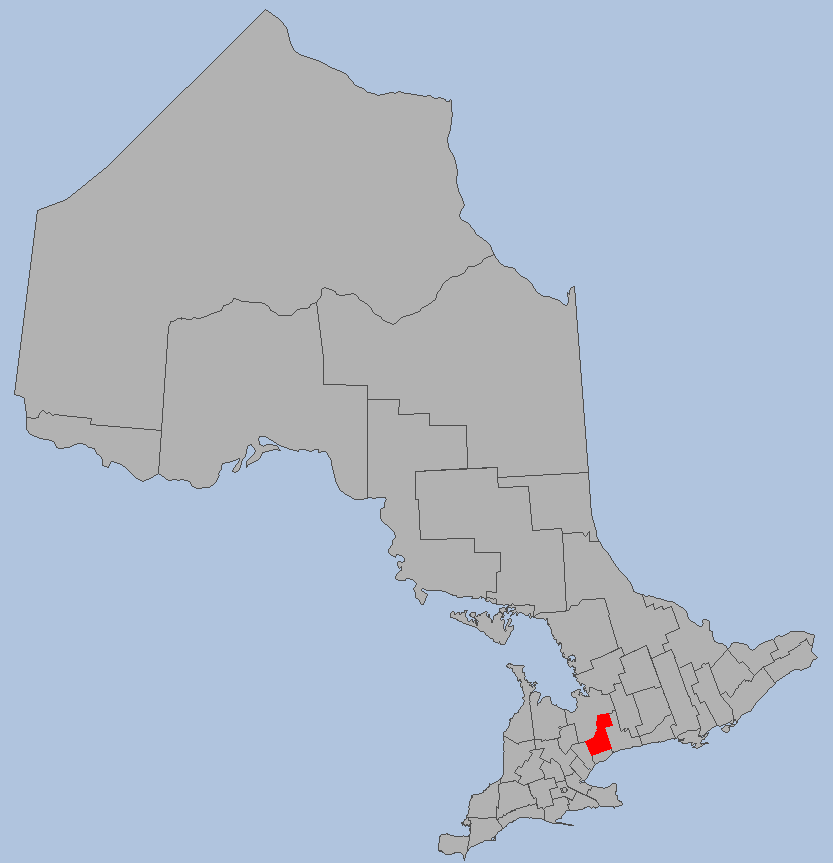
położenie regionu

Region York, Regional Municipality of York - jednostka administracyjna Kanadyjskiej prowincji Ontario leżąca w południowym Ontario.
Region tworzą następujące ośrodki komunalne:
- Aurora
- East Gwillimbury
- Georgina
- King
- Markham
- Newmarket
- Richmond Hill
- Vaughan
- Whitchurch-Stouffville

## Współpraca
- Omsk, Rosja